# أرشذونة
بلدية أرشذونة أو أرشدونة أو أرجُذونَة (بالإسبانية: Archidona) هي بلدية تقع في مقاطعة مالقة التابعة لمنطقة أندلوسيا جنوب إسبانيا، تبعد 52 كم شمال مدينة مالقة.

## الديموغرافيا
بلغ عدد سكان بلدية أرشذونة 8.857 نسمة عام 2011 (وفقاً للمعهد الوطني الإسباني للإحصاء).
| 8.246 | 8.203 | 8.163 | 8.583 | 8.736 | 8.858 | 8.857 |

## الجغرافيا والموقع
تقع أرشدونة في بطن وادٍ تحيط به الجبال من كل جانب، وهي بلدة تابعة لمقاطعة ملقا، منازلها بيضاء ذات طابق أو اثنين

## التاريخ
كانت بلدة أرشدونة أيام الدولة الإسلامية من القواعد الجنوبية الحصينة، كما كانت من قواعد ابن حفصون الذي قاد ثورة طويلة ضد الدولة الأموية، وقبل سقوط الأندلس كانت أرشدونة تتبع مملكة غرناطة، سقطت في يد القشتالين بعد سقوط مالقة

## المعالم الأثرية
من أهم معالم أرشدونة الأثرية بقايا الحصن أو القصبة الأندلسية، وهي في ربوة عالية جداً في نهاية المدينة، وعند الحصن بُنيت كنيسة عذراء الرحمة على انقاض المسجد الجامع الذي تبقى منه بعض جدرانه وأعمدته، في البلدة القديمة هناك الكتدرائية الكبرى وهي ايضاً بُنيت على أنقاض مسجد أرشدونة الجامع
يحفتظ أهل أرشدونة بالكثير من العادات الأندلسية كما يوجد بها شارع يحمل اسماً عربياً وهو شارع المُحلى

## أعلام
- ماريا مانزانو
- لافونتي ألكنترا
- لويس باراهونا دي سوتو